# Amblypsilopus unifasciatus
Amblypsilopus unifasciatus är en tvåvingeart som först beskrevs av Thomas Say 1823.  Amblypsilopus unifasciatus ingår i släktet Amblypsilopus och familjen styltflugor. Inga underarter finns listade i Catalogue of Life.